# رینبو سیتی (آریزونا)
رینبو سیتی (به انگلیسی: Rainbow City) یک منطقهٔ مسکونی در ایالات متحده آمریکا است که در آریزونا واقع شده‌است. رینبو سیتی ۵٫۶۴ کیلومتر مربع مساحت و ۲۶٬۳۶۱ نفر جمعیت دارد.